# Condado de Pike (Alabama)
O Condado de Pike é um dos 67 condados do estado norte-americano do Alabama. De acordo com o censo de 2022, sua população é de 33.014 habitantes. A sede do condado e sua maior cidade é Troy. O condado foi fundado em 1821 e o seu nome é uma homenagem a Zebulon Pike (1779-1813), capitão do Exército dos Estados Unidos e explorador que organizou a Expedição Pike.

## História
A área do condado esteve sob continua presença indígena antes do contato europeu. A Espanha, a França e a Grã-Bretanha clamavam a área porém, à exceção de alguns fortes militares dispersos, tal como o Fort Toulouse, próximo à atual Wetumpka, os habitantes europeus se concentravam ao longo da Costa do Golfo, com muitos  poucos colonos no interior. Em 1763, ao fim da Guerra Franco-Indígena, a França cedeu todos os territórios da Nova França (incluindo a região do atual condado de Pike, não obstante a pretensão espanhola) aos britânicos. No mesmo ano, a Proclamação Real de 1763 proibiu aos britânicos de colonizar a região, reservando-a aos nativos.
Entre os anos de 1767 e 1783, a área compreendeu a colônia da Flórida Ocidental Britânica, embora a maior parte dos habitantes ainda se concentrasse na costa, ao longo da foz do Mississippi. Após a vitória americana na Guerra Revolucionária, os britânicos cederam o território à Espanha. Entretanto, a Espanha e os Estados  Unidos continuaram a disputar a região até os espanhóis desistirem de suas pretensões às terras ao norte do Paralelo 31(atual limite entre a Flórida e o Alabama) no Tratado de Madrid (1795). Os Estados Unidos organizaram toda essa região ao leste da Geórgia como o Território do Mississippi. Em 1812, em sequência à compra da Louisiana, os americanos anexaram unilateralmente o Distrito de Mobile da Flórida Ocidental Espanhola, muito do qual o restante foi adquirido pelo Tratado de Adams-Onis em 1819 (ratificado em 1821).

Região da Flórida Ocidental Britânica em 1767, área onde se localiza o condado.

Em 1817, o território foi dividido e sua parte oriental foi admitida à União como Estado do Alabama, em 1819. O condado de Pike é um dos mais antigos do estado, estabelecido em 17 de dezembro de 1821. A sede temporária do condado foi estabelecida na casa de Andrew Townsend, em Louisville, atual condado de Barbour. O condado compreendia, aquando de sua criação, uma grande área dentro do estado, incluindo partes dos atuais condados de Crenshaw, Montgomery, Macon, Bullock e Barbour, se estendendo até o rio Chattahoochee no leste. Em 1827, a sede foi tranferida para Monticello e, em 1837, para a atual sede, Troy.

## Geografia

Algumas das mudanças territoriais no condado de Pike.

De acordo com o censo, sua área total é de 1740,65 km², destes sendo 1740 km² de terra e 0,65 km² de água.

### Condados adjacentes
- Condado de Bullock, nordeste
- Condado de Barbour, leste
- Condado de Dale, sudeste
- Condado de Coffee, sul
- Condado de Crenshaw, oeste
- Condado de Montgomery, noroeste

## Transportes

### Principais rodovias
- U.S. Highway 29
- U.S. Highway 231
- State Route 10
- State Route 87
- State Route 93
- State Route 125
- State Route 130
- State Route 167
- State Route 201
- State Route 223

## Demografia
De acordo com o censo de 2022:
- População total: 33.014
- Densidade: 19 hab/km²
- Residências: 16.253
- Famílias: 11.508
- Composição da população:
  - Brancos: 57,2%
  - Negros: 38,4%
  - Nativos americanos e do Alaska: 0,7%
  - Asiáticos: 1,7%
  - Nativos havaianos e outros ilhotas do Pacífico: 0,1%
  - Duas ou mais raças: 1,9%
  - Hispânicos ou latinos: 2,4%

## Comunidades

### Cidades
- Brundidge
- Troy (sede)

### Vilas
- Banks
- Goshen

### Comunidades não-incorporadas
- China Grove
- Curry
- Henderson
- Jonesville
- Josie
- Kent
- Needmore
- Orion
- Pronto
- Shady Grove
- Spring Hill